# Joe Worrall (Fußballspieler)
Joseph Adrian „Joe“ Worrall (* 10. Januar 1997 in Nottingham, England) ist ein englischer Fußballspieler, der seit 2024 beim FC Burnley unter Vertrag steht.

## Vereine

### Nottingham Forest
Der im Oktober 2011 in die Jugendakademie von Nottingham Forest gewechselte Joe Worrall sammelte erste Spielpraxis beim englischen Viertligisten Dagenham & Redbridge, zu dem er Anfang Januar 2016 auf Leihbasis gewechselt war. Seinen ersten Einsatz bestritt er am 9. Januar 2016 bei einer 0:2-Auswärtsniederlage beim FC Everton in der 3. Runde des FA Cup 2015/16. Mit einem Treffer in vierzehn Ligaspielen verlief das Leihgeschäft für Worrall persönlich erfolgreich, während der Verein aus dem Londoner Stadtbezirk London Borough of Barking and Dagenham am Saisonende als Tabellenvorletzter aus der Football League abstieg.
Am 29. Oktober 2016 debütierte Joe Worrall für Nottingham Forest bei einer 0:2-Niederlage beim FC Reading in der EFL Championship 2016/17. Ende Februar 2017 unterschrieb der Nachwuchsspieler einen neuen bis 2020 gültigen Vertrag. In der Saison 2018/19 spielte Worrall Leihweise bei den Glasgow Rangers in Schottland und bestritt 22 Ligapartien.
In der EFL Championship 2019/20 avancierte Joe Worrall zum unumstrittenen Stammspieler und kam in allen 46 Ligaspielen zum Einsatz. Im Februar 2020 verlängerte der Innenverteidiger seinen Vertrag in Nottingham um weitere zwei Jahre. Nach zwei für Forest enttäuschenden Spielzeiten zog der Verein in der EFL Championship 2021/22 erstmals seit der Saison 2010/11 wieder in die Aufstiegs-Play-offs ein. In zwei Partien bezwang die Mannschaft um Kapitän Joe Worrall Sheffield United im Elfmeterschießen und zog damit erstmals seit 30 Jahren wieder in ein Finale in Wembley ein. Im Finale besiegte Worral mit seinem Team Huddersfield Town vor 80.019 Zuschauern mit 1:0 und sicherte sich damit den Aufstieg in die Premier League.
Am Saisonende wurde Joe Worrall aufgrund seiner ausgezeichneten Leistungen ins EFL Team of the Season der zweiten Liga gewählt. Im Februar 2024 wurde Worrall bis zum Saisonende 2023/24 an Beşiktaş Istanbul verliehen. Am 22. August 2024 wechselte der 27-Jährige zum Erstliga-Absteiger FC Burnley und unterschrieb dort einen Vierjahresvertrag.